# Gobihadros mongoliensis
Gobihadros mongoliensis — вид птахотазових динозаврів з надродини гадрозавроїд (Hadrosauroidea), що існував у крейдовому періоді, 100–83 млн років тому.

## Історія відкриття
Викопні рештки динозавра знайдені у 2008 році у відкладеннях формації Баян-Шире в пустелі Гобі на півдні Монголії. Було виявлено скелети декількох особин. На основі найповнішого зразка (майже повного набору скелета з черепом) описано нові вид та рід динозаврів. Родова назва Gobihadros перекладається як «гадрозавр з Гобі», а видова — G. mongoliensis, вказує на країну типового місцезнаходження.

## Опис
За оцінками голотипу, динозавр сягав до 3 м завдовжки, хоча інші особини цього виду могли виростати до більшого розміру.